# Шрёдер, Барбе
Барбе Шрёдер (фр. Barbet Schroeder, 26 августа 1941, Тегеран) — французский кинорежиссёр, сценарист, продюсер, актёр.

## Биография
Отец — швейцарец, геолог, мать — врач, родом из Германии. Ребенком жил с отцом по месту его работы в Колумбии (позже он экранизирует роман колумбийского писателя Фернандо Вальехо «Богоматерь наёмных убийц», 2000). Учился во Франции — сначала в престижных парижских лицеях — Кондорсе и Генриха IV, затем на философском факультете Сорбонны.
Сотрудничал с журналом Cahiers du cinéma, был близок к кинематографистам новой волны — Годару, Риветту, Ромеру. В 1962 организовал вместе с последним продюсерскую фирму Les Films du Losange, успешно действующую по нынешний день (среди последних продюсированных ею фильмов — «Белая лента» Михаэля Ханеке и «Антихрист» Ларса фон Триера).
Дебютировал в 1969 фильмом «More (Больше)» (музыка Pink Floyd), рождённым эпохой хиппи и, вместе с тем, во многом давшим язык той эпохе. Работал в США, где, среди прочего, заказал Чарлзу Буковски сценарий фильма «Пьяница», на постановку которого долго и разными средствами уговаривал различные студии, пока наконец не поставил фильм в 1987. Фильм с Микки Рурком в главной роли имел успех, что позволило Шрёдеру получить средства на постановку ленты «Изнанка судьбы», принесшей ему номинацию на «Оскара». Снимал и документальные фильмы, из которых наиболее известны лента об угандийском диктаторе Иди Амине (1974) и фильм об адвокате-защитнике знаменитых террористов Жаке Вержесе «Адвокат террора» (2007). 
Снимался в фильмах Ж.Риветта, Ж. Руша, Э. Ромера, Ж.-Л. Годара, П.Шеро, Т.Бёртона, У. Андерсона, Д. Лэндиса и других режиссёров.

### Личная жизнь
Женат на актрисе Бюль Ожье, падчерица — актриса Паскаль Ожье (1958—1984) (дочь музыканта Жиля Никола).

## Фильмография

### Режиссёр
- 1969 — Больше / More (музыка Пинк Флойд)
- 1972 — Долина / La Vallée (музыка Пинк Флойд)
- 1974 — General Idi Amin Dada: A Self Portrait
- 1976 — Любовница — хозяйка / Maîtresse
- 1978 — Коко. Говорящая горилла / Koko: A Talking Gorilla
- 1984 — Tricheurs
- 1985 — The Charles Bukowski Tapes
- 1987 — Пьянь / Barfly (номинация на Золотую пальмовую ветвь Каннского МКФ)
- 1990 — Изнанка судьбы / Reversal of Fortune (премия «Оскар»)
- 1992 — Одинокая белая женщина / Single White Female
- 1995 — Поцелуй смерти / Kiss of Death
- 1996 — До и после / Before and After
- 1998 — Отчаянные меры / Desperate Measures
- 2000 — Богоматерь убийц / La virgen de los sicarios (по одноименному роману Фернандо Вальехо, номинация на Золотого льва Венецианского МКФ, премия Гаванского МКФ за лучший фильм нелатиноамериканского режиссёра на латиноамериканскую тему)
- 2002 — Отсчёт убийств / Murder by Numbers
- 2007 — Адвокат террора / Terror’s Advocate (премия Сезар за лучший документальный фильм, премия французской кинопрессы Золотая звезда, номинация на премию Гильдии кинорежиссёров США за выдающееся режиссёрское достижение)
- 2008 — Индзю, зверь во тьме / Inju, la bête dans l'ombre (номинация на Золотого льва Венецианского МКФ)

### Актёр
- 1962 — Булочница из Монсо / La boulangère de Monceau — молодой человек
- 1963 — Карабинеры / Les carabiniers — продавец автомобилей
- 1965 — Париж глазами… (новелла II «Северный вокзал») / Paris vu par... — Жан-Пьер
- 1971 — Out 1 / Out 1, noli me tangere — Джан-Рето
- 1974 — Селин и Жюли совсем заврались / Céline et Julie vont en bateau: Phantom Ladies Over Paris — Оливье
- 1979 — Роберта / Roberte — Витторио
- 1990 — Золотая лодка / The Golden Boat — Прохожий
- 1994 — Полицейский из Беверли-Хиллз 3 / Beverly Hills Cop III — владелец Porsche
- 1994 — Королева Марго / La Reine Margot — советник
- 1996 — Марс атакует! / Mars Attacks! — Морис, президент Франции
- 2004 — Не делайте этого / Ne fais pas ça! — клиент ресторана
- 2005 — Авантюра / Une aventure — доктор Идельман
- 2006 — Париж, я люблю тебя (новелла «XIII округ: Застава Шуази») / Paris, je t'aime — Монсеньор Энни
- 2007 — Не трогай топор / Ne touchez pas la hache — Герцог де Гранлье
- 2007 — Поезд на Дарджилинг. Отчаянные путешественники / The Darjeeling Limited — механик